# 4-アミノ安息香酸
4-アミノ安息香酸（4-アミノあんそくこうさん、4-aminobenzoic acid）は芳香族カルボン酸かつアミンの一種である有機化合物である。パラアミノ安息香酸、PABAとも呼ばれる。葉酸の前駆体として生体内で合成されるほか、日焼け止めとしても用いられる。
PABAはある種の真正細菌に必須の栄養素であり、ビタミンBxと呼ばれたこともあった。しかしヒトにとっては必須栄養素ではないことが明らかとなっており、現在ではビタミンに分類されない。
PABAは真菌の酵素（ジヒドロプテロイン酸シンターゼ）によって葉酸へと変換されるが、ヒトはこの酵素を欠いている。サルファ薬はPABAに構造が類似しており、この酵素を阻害するため真菌選択的に抗菌作用を示す。

## 存在
酵母抽出物に多く含まれる。

## 安全性
かつてPABAは紫外線をカットする日焼け止めとして広く用いられていた。しかし、皮膚細胞のDNAに損傷を与え、皮膚ガンを誘発することが動物実験で明らかとなっている。ただし、IARCは1987年以降PABAを「ヒトに対する発がん性について分類できない」グループ3に分類している。現在の日焼け止めには、安全でより有効な誘導体であるオクチルジメチルPADA (パディメートO)などが用いられている。
NOAEL参考値
EUにおけるリスクアセスメントでは以下のようにNOAELを算出している。
ラット 経口  28日 1.4g PABA/kg bw
ラット 経口 108日 1.2g PABA/kg bw

## 利用
PABAのカリウム塩が、一部の海外では皮膚線維障害の治療薬として用いられている。また、過敏性腸症候群の治療薬として用いられる場合もある。
エチルエステル体である4-アミノ安息香酸エチルは、局所麻酔薬として用いられている（日本薬局方アミノ安息香酸エチル）。